# Pirates (périodique)
Pour les articles homonymes, voir Pirate (homonymie).
Pirates est une revue de l'éditeur de petit format Aventures & Voyages qui a eu 120 numéros de juillet 1959 à décembre 1986.
Au départ, il s'agissait d'un spécial hors-série de Brik spécial Vacances jusqu'au N°20, qui devint ensuite trimestriel jusqu'au N°80, puis bimestriel du N°81 au 111, mensuel du 112 au 118 et à nouveau bimestriel les deux derniers numéros. Devint une revue de guerre sur la fin (à partir du N°108). La revue eut 196 pages du N°1 au N°22, 164 du 23 au 65 et 132 pages jusqu'à la fin.
Les reliures commencèrent sous forme panachée avec Apaches, Bengali durant 8 recueils, puis Messire remplaça Apaches pendant 9 reliures. Le recueil N°1 contenait les N°28 à 30. Elles contenaient trois numéros chacune jusqu'au  N°31.

## Les séries
- Andrax (Miguel Cusso & Jordi Bernet) : N° 100 à 108.
- Archibald (bande dessinée)Archibald (Guy Lehideux) : N° 41, 51
- Ariane : N° 103 à 106.
- Bang Bang Sam (Vicar) : N° 56
- Barnabé (Juan Rafart & Roy Wilson) : N° 87
- Biorn le Viking (Jean Ollivier & Eduardo Coelho) : N° 21 à 24, 26 à 30, 62 à 86.
- Brik (Jean Ollivier, Maurice Limat etc. & Jean Cézard, Jacques Arbeau, Pedro Alferez, Enzo Chiomenti) : N° 4, 17 à 19, 21, 22, 32, 37 à 39.
- Cap'tain Rik Erik (Claudio Nizzi & Ruggero Giovannini, Attilio Micheluzzi) : N° 53 à 73, 75 à 91.
- Capitaine Fantôme : N° 78 à 94.
- Capt'ain Vir-de-Bor (Eugène Gire, Michel-Paul Giroud) : N° 71, 88, 93
- Charley s'en va-t-en guerre (Pat Mills, Scott Goodall & Joe Colquhoun) : N° 113 à 120.
- Commandant Poings de Fer : N° 48, 49
- Commando : N° 110 à 120
- Crochet le borgne : N° 87 à 89.
- Dawn (D. Massard) : N° 1
- Diavolo corsaire de la Reine (Mario Sbaletta) : N° 95
- Eric Tête-Folle (Max Lenvers, Boivent....) : N° 3, 6 à 8, 10 à 16, 40.
- Francis le Maudit (Carlos Cruz) : N° 61
- Gwenn (Héctor Oesterheld & José-Luis Garcia Lopez) : N° 53 à 60, 62 à 73.
- Killer Kane : N° 108, 109, 111, 112
- Kim et Floc : N° 1, 5
- Kyria l'implacable (Federico Amoros & José Grau) : N° 55 à 58, 60 à 62.
- La Vengeance des sept : N° 90 à 92.
- Lady Mystery (Rafael Boluda) : N° 92 à 102.
- Le Corsaire Noir : N° 74 à 77.
- Le Diable des mers (Joaquim Berenguer Artés & Emilio Giralt Ferrando) : N° 24 à 31.
- Le Hors-la-loi N°1 : N° 41 à 44
- Le Kangourou volant : N° 109, 110
- Le Messager du Roy Henri (Eugène Gire) : N° 11 à 19.
- Les Crocodiles : N° 45 à 50
- Les Mystères de Londres (d'après Paul Féval & Rémy Bourles) : N° 33 à 35
- Les Partisans (Dorge Lebovic & Jules) : N° 108 à 117.
- Lord Tempest : N° 51 à 52.
- Marok l'invincible : N° 48 à 53
- Max des îles (Silverio Pisu & Castiglioni) : N° 95 à 107.
- Petite Loutre et Bill Cotrell : N° 8 à 10
- Richard le fils du Diable des Mers (Joaquim Berenguer Artés & Boixcar) : N° 32 à 35.
- Rurik le viking : N° 51 à 53
- Shark (Brian Bullen, Tom Tully & Alex Henderson, Eduard Vanyo, Mike Dorey) : N° 107
- Swampy : N° 118, 119
- Vengeur : N° 93 à 99.
- Vindex le vengeur (Serrano) : N° 37 à 45.
- Walter de Lisle : N° 46, 47
- Yankee (Michel-Paul Giroud) : N° 100